# NGC 521
NGC 521 é uma galáxia espiral barrada (SBbc) localizada na direcção da constelação de Cetus. Possui uma declinação de +01° 43' 53" e uma ascensão recta de 1 horas, 24 minutos e 33,6 segundos.
A galáxia NGC 521 foi descoberta em 8 de Outubro de 1785 por William Herschel.